# Trompa lui Eustachio
Trompa lui Eustachio sau tuba auditivă este un canal ce face legătura între timpan (urechea medie) și nazofaringe. La adulți are o lungime de aproximativ 3,5 cm. Se întinde de la orificiul timpanic, situat pe peretele anterior al urechii medii, până la orificiul faringian situat pe peretele extern al nazofaringelui. 
Este alcătuită din două porțiuni: 
- osoasă (1/3), laterală, corespunzând porțiunii timpanice,
- cartilaginoasă (2/3), medială, corespunzând faringelui,

acestea două fiind unite printr-o bază îngustă, numită istmul trompei lui Eustachio. 
Lumenul tubei este tapetat de mucoasa respiratoare, continuatoare a celei nazofaringiene. Principalii mușchi ai tubei auditive sunt mușchii levator al valului palatin, salpingofaringian, tensor al timpanului, tensor al valului palatin.  
Funcția principala a trompei lui Eustachio este egalizarea presiunii timpanice cu cea externă. Trompa lui Eustachio se poate deschide în timpul înghițirii, a căscatului sau a manevrei Valsalva (expirație forțată cu glota închisă). 